# Clavelina fasciculata
Clavelina fasciculata är en sjöpungsart som beskrevs av Van Name 1945. Clavelina fasciculata ingår i släktet Clavelina och familjen klungsjöpungar. Inga underarter finns listade i Catalogue of Life.